# Cantone di Saintes-Maries-de-la-Mer
Il Cantone di Saintes-Maries-de-la-Mer era una divisione amministrativa dell'arrondissement di Arles.
A seguito della riforma approvata con decreto del 18 febbraio 2014, che ha avuto attuazione dopo le elezioni dipartimentali del 2015, è stato soppresso.

## Composizione
Comprendeva il solo comune di Saintes-Maries-de-la-Mer.